# XDrawChem
XDrawChemは、 Windows、Unix、Mac OSで利用可能な分子モデリング用のフリーソフトである。このソフトはGNU GPL下で配布されている。

## 主な特徴
- 結合距離や結合角の描写を調整できる。
- 自動位置合わせができる。
- 化学構造、テキスト、矢印の検出、および、これらの自動的な配置が可能である。
- 環状構造のほか、一般的な全てのアミノ酸や核酸、糖などのテンプレートを利用できる。
- CASナンバーに基づいてネットワークデータベースを利用した構造と化合物名の訂正。
- 描写した構造に基づいた分子に関する情報の訂正。
- ラジカルや部分電荷のようなシンボルが利用できる。
- MDL Molfile形式、CML (Chemical Markup Language：化学構造などの分子情報をXMLやJAVAで表す手法)形式、ChemDrawのバイナリフォーマット形式, ChemDraw XML text format形式のデータ読み込みが可能。
- MDL Molfile形式、CML形式、ChemDraw XML text format形式の出力が可能。
- OpenBabelへ統合されたことで、20を超える分子ファイルフォーマットの読み込み、書き出しが可能である。
- 画像出力形式としてPortable Network Graphics (PNG)、Windows bitmap (BMP)、Encapsulated PostScript (EPS)、Scalable Vector Graphics (SVG)に対応している。
- 外部プログラムのBUILD3Dを利用することで、3次元構造を描写できる。
- IRや、加法規則と官能基ルックアップ法(additive rules and functional group lookup methods)に基づく13C-NMRおよび1H-NMRなどの簡素なスペクトル予測ができる。
- pKaやオクタノール-水分配係数、気相エンタルピー変化（gas-phase enthalpy change）などの簡易な特性推定ができる。

## 関連する分子モデリングソフト
- ISIS/Draw
- Symyx Draw
- ChemSketch
- ChemDraw